# Осадж (округ, Оклахома)
Шаблон:StateAbbr_ 36°38′ пн. ш. 96°24′ зх. д. / 36.63° пн. ш. 96.4° зх. д.
Округ  Осадж (англ. Osage County) — округ (графство) у штаті Оклахома, США. Ідентифікатор округу 40113.

## Історія
Округ утворений 1907 року.

## Демографія
За даними перепису 2000 року загальне населення округу становило 44437 осіб, зокрема міського населення було 17848, а сільського — 26589.
Серед мешканців округу чоловіків було 22451, а жінок — 21986. В окрузі було 16617 домогосподарств, 12214 родин, які мешкали в 18826 будинках.
Середній розмір родини становив 3,04.
Віковий розподіл населення поданий у таблиці:
| Стать    | До 15 років | 15-21 | 22-29 | 30-39 | 40-49 | 50-65 | 65-85 | Понад 85 |
| -------- | ----------- | ----- | ----- | ----- | ----- | ----- | ----- | -------- |
| Чоловіки | 4898        | 2307  | 1954  | 3117  | 3727  | 3927  | 2333  | 188      |
| Жінки    | 4625        | 1989  | 1660  | 2981  | 3567  | 3878  | 2835  | 451      |

## Суміжні округи
- Шотоква, Канзас — північ
- Вашингтон — схід
- Талса — південний схід
- Поні — південний захід
- Кей — захід
- Нобл — захід
- Ковлі, Канзас — північний захід

## Виноски
1. ↑  U.S. Decennial Census. United States Census Bureau. Архів оригіналу за 4 квітня 2018. Процитовано 21 лютого 2015.
2. ↑  Historical Census Browser. University of Virginia Library. Архів оригіналу за 30 травня 2019. Процитовано 21 лютого 2015.
3. ↑  Forstall, Richard L., ред. (27 березня 1995). Population of Counties by Decennial Census: 1900 to 1990. United States Census Bureau. Архів оригіналу за 19 лютого 2015. Процитовано 21 лютого 2015.
4. ↑  Census 2000 PHC-T-4. Ranking Tables for Counties: 1990 and 2000 (PDF). United States Census Bureau. 2 квітня 2001. Архів оригіналу (PDF) за 18 грудня 2014. Процитовано 21 лютого 2015.
5. ↑  State & County QuickFacts. United States Census Bureau. Архів оригіналу за 6 червня 2011. Процитовано 12 листопада 2013.
6. ↑  American FactFinder. Бюро перепису населення США. Архів оригіналу за 26 лютого 2012. Процитовано 31 січня 2008.

| США | Це незавершена стаття з географії США. Ви можете допомогти проєкту, виправивши або дописавши її. |